# Возняк, Александра
Алекса́ндра Во́зняк (англ. Aleksandra Wozniak; род. 7 сентября 1987, Монреаль) — канадская теннисистка польского происхождения. Победительница одного турнира WTA в одиночном разряде; полуфиналистка одного юниорского турнира Большого шлема в одиночном разряде (Australian Open-2005); полуфиналистка двух юниорских турнира Большого шлема в парном разряде (Australian Open-2003, Roland Garros-2005); бывшая третья ракетка мира в юниорском рейтинге.

## Общая информация
Александра — одна из двух дочерей Мартина и Ядвиги Возняк. Её сестру зовут Дорота. Возняк говорит на шести языках.
Отец канадки — в прошлом профессиональный польский футболист, позже трудившийся в Монреале инженером-механиком и параллельно занимаясь с дочерью в местной теннисной секции. Впервые этим видом спорта Александра стала заниматься в три года.
Любимое покрытие — грунт.

## Спортивная карьера
За время профессиональной карьеры Возняк выиграла один турнир WTA и дважды играла в финале. Кроме того, с 2002 года она выиграла 11 турниров Международной федерации тенниса (ITF). После победы Возняк на турнире 2008 года в Станфорде город Бленвиль, где она проживает, был на 24 часа переименован в «Возняквиль» в ознаменование первой победы квебекской теннисистки в турнирах Женской теннисной ассоциации.
В активе Возняк ряд побед над теннисистками из первой десятки мирового рейтинга, в том числе над Сереной Уильямс (Bank of the West Classic, Станфорд, 2008), Надеждой Петровой (MPS Group Championships, Понте-Ведра-Бич, 2009) и Светланой Кузнецовой (AEGON International, Истборн, 2009).
С 2004 года Возняк представляла сборную Канады в Кубке Федерации, сыграв за это время за команду рекордное количество матчей и одержав рекордное количество побед в сумме и одиночном разряде (32 победы и 11 поражений в одиночном разряде, 8 побед и 1 поражение в парах за 36 матчей). Она также представляла Канаду на Маккабианских играх 2005 года.
С середины 2010 года Возняк почти не выступала из-за тендинита и к 2011 году выбыла в рейтинге далеко за пределы первой сотни, а к лету того же года опустилась до 200-й позиции. Выигрыш турнира ITF в Ванкувере и победа в первом круге турнира высшей категории в Торонто над 23-й ракеткой мира Шахар Пеэр позволили ей поправить своё положение, и очередной сезон она завершила на ближайших подступах к первой сотне.
В 2012 году Возняк укрепила свои позиции в рейтинге, выиграв один турнир ITF и побывав в четвертьфиналах нескольких турниров WTA, став в том числе первой канадской теннисисткой за 20 лет, дошедшей до четвертьфинала Открытого чемпионата Канады. В итоге она закончила третий за карьеру сезон в числе 50 лучших теннисисток мира. С сентября этого года и до середины следующего она, однако, почти не выступала из-за проблем с правым плечом (растяжение ключично-акромиального сустава), а вернувшись на корт, не сумела набрать форму, выиграв за остаток 2013 года только два матча в одиночном разряде.
В конце года Возняк пригласила в качестве тренера известную в прошлом французскую теннисистку Натали Тозья. В марте 2014 года ей удалось удачно выступить на премьер-турнире в Индиан-Уэллс, где она победила двух посеянных соперниц — Сабин Лисицки и Анастасию Павлюченкову — перед тем, как проиграть второй ракетке мира (и первой в турнирном посеве) Ли На. Другие турниры сложились для неё не так удачно (лучший результат — третий круг в Бирмингеме), и после Открытого чемпионата США она снова перенесла операцию плеча. Восстановительный процесс занял почти год, и на корт Возняк вернулась только в конце августа 2015 года, получив уайлд-кард на участие в турнире ITF в Виннипеге. До конца сезона она провела всего пять турниров. 
Следующий год прошёл в турнирах ITF (лучшие результаты — полуфиналы в Гранби и Альбукерке), несколько уайлд-кардов в турнирах WTA успехов Возняк не принесли, и она закончила сезон на 300-м месте в рейтинге. В первой половине 2017 года даже турниры ITF Возняк приходилось начинать с квалификации, но затем ей удалось завоевать два титула на турнирах с призовым фондом 25 тысяч долларов — в июле в Гатино (Квебек) и в сентябре в Стиллуотере (Оклахома). Это, впрочем, лишь позволило ей удержаться в третьей сотне рейтинга ещё на год. В конце 2018 года Возняк, принявшая за сезон участие лишь в трёх турнирах и не сумевшая собрать средства для финансирования дальнейшей игровой карьеры, в 31 год объявила о завершении выступлений.

## Рейтинг на конец года
| Год  | Одиночный рейтинг | Парный рейтинг |
| 2017 | 298               | 669            |
| 2016 | 300               | 1278           |
| 2015 | 844               | 925            |
| 2014 | 132               |                |
| 2013 | 280               | 344            |
| 2012 | 43                | 354            |
| 2011 | 105               |                |
| 2010 | 126               | 207            |
| 2009 | 34                | 218            |
| 2008 | 34                | 961            |
| 2007 | 130               | 419            |
| 2006 | 91                | 300            |
| 2005 | 190               | 465            |
| 2004 | 491               |                |
| 2003 | 878               |                |
| 2002 | 569               | 843            |

## Выступления на турнирах

### Финалы турнировWTAв одиночном разряде (3)

#### Победы (1)
| Легенда: До 2009 года       | Легенда: С 2009 года  |
| --------------------------- | --------------------- |
| Турниры Большого Шлема (0)  |                       |
| Олимпиада (0)               |                       |
| Итоговый чемпионат года (0) |                       |
| 1-я категория (0)           | Premier Mandatory (0) |
| 2-я категория (1)           | Premier 5 (0)         |
| 3-я категория (0)           | Premier (0)           |
| 4-я категория (0)           | International (0)     |
| 5-я категория (0)           | International (0)     |

| Титулы по покрытиям | Титулы по месту проведения матчей турнира |
| ------------------- | ----------------------------------------- |
| Хард (1)            | Зал (0)                                   |
| Грунт (0)           | Зал (0)                                   |
| Трава (0)           | Открытый воздух (1)                       |
| Ковёр (0)           | Открытый воздух (1)                       |

| №  | Дата         | Турнир        | Покрытие | Соперница в финале | Счёт    |
| 1. | 20 июля 2008 | Станфорд, США | Хард     | Марион Бартоли     | 7-5 6-3 |

#### Поражения (2)
| №  | Дата           | Турнир               | Покрытие | Соперница в финале | Счёт    |
| 1. | 21 мая 2007    | Фес, Марокко         | Грунт    | Милагрос Секера    | 1-6 3-6 |
| 2. | 12 апреля 2009 | Понте-Ведра-Бич, США | Грунт    | Каролина Возняцки  | 1-6 2-6 |

### Финалы турнировITFв одиночном разряде (14)

#### Победы (11)
| Легенда:        |
| --------------- |
| 100.000 USD (2) |
| 75.000 USD (1)  |
| 50.000 USD (1)  |
| 25.000 USD (4)  |
| 10.000 USD (1)  |

| Титулы по покрытиям | Титулы по месту проведения матчей турнира |
| ------------------- | ----------------------------------------- |
| Хард (9)            | Зал (2)                                   |
| Грунт (2)           | Зал (2)                                   |
| Трава (0)           | Открытый воздух (9)                       |
| Ковёр (0)           | Открытый воздух (9)                       |

| №   | Дата             | Турнир                    | Покрытие | Соперница в финале | Счёт           |
| 1.  | 24 июня 2002     | Лашин, Канада             | Хард     | Бейер Ко           | 6-0 6-3        |
| 2.  | 12 июля 2005     | Гамильтон, Канада         | Грунт    | Мария Жосе Аржери  | 6-1 6-2        |
| 3.  | 11 октября 2005  | Сьюдад-Виктория, Мексика  | Хард     | Ольга Благотова    | 2-6 6-0 6-4    |
| 4.  | 8 ноября 2005    | Торонто, Канада           | Хард(i)  | Елена Антипина     | 6-4 6-3        |
| 5.  | 17 июля 2006     | Гамильтон, Канада (2)     | Грунт    | Валери Тетро       | 6-1 6-7(5) 6-2 |
| 6.  | 26 сентября 2006 | Эшланд, США               | Хард     | Агнеш Савай        | 6-1 7-6(2)     |
| 7.  | 7 ноября 2006    | Питтсбург, США            | Хард(i)  | Виктория Азаренко  | 6-2 — отказ    |
| 8.  | 1 августа 2011   | Ванкувер, Канада          | Хард     | Джейми Хэмптон     | 6-3 6-1        |
| 9.  | 12 марта 2012    | Нассау, Багамские острова | Хард     | Ализе Корне        | 6-4 7-5        |
| 10. | 17 июля 2017     | Гатино, Канада            | Хард     | Эллен Перес        | 7-6(4) 6-4     |
| 11. | 26 сентября 2017 | Стиллуотер, Оклахома, США | Хард     | Мари Боузкова      | 7-5 6-4        |

#### Поражения (3)
| №  | Дата             | Турнир          | Покрытие | Соперница в финале         | Счёт            |
| 1. | 27 сентября 2005 | Пелем, США      | Грунт    | Соледад Эсперон            | 5-7 2-6         |
| 2. | 18 октября 2005  | Мехико, Мексика | Хард     | Мария Жосе Аржери          | 4-6 0-4 — отказ |
| 3. | 23 марта 2008    | Реддинг, США    | Хард     | Барбора Заглавова-Стрыцова | 6-7(4) 3-6      |

### Финалы турнировITFв парном разряде (2)

#### Поражения (2)
| №  | Дата         | Турнир             | Покрытие | Партнёрша       | Соперницы в финале                | Счёт    |
| 1. | 9 июня 2002  | Берлингтон, Канада | Хард     | Диана Сребрович | Лорен Чойнг Кристина Гориатопулос | 3-6 1-6 |
| 2. | 17 июля 2006 | Гамильтон, Канада  | Грунт    | Соледад Эсперон | Стори Твиди-Ейтс Николь Криз      | 4-6 1-6 |